# See You Next Tuesday
See You Next Tuesday – czteroosobowa amerykańska grupa muzyczna grająca deathcore. Aktualnie wydawaniem ich płyt zajmuje się wytwórnia Ferret Records, która swą siedzibę ma w New Brunswick w stanie New Jersey.

## Muzycy
Obecny skład zespołu
- Drew Slavik – gitara (2004–2009, od 2015)
- Andy Dalton – perkusja (2004–2009, od 2015)
- Chris Fox – śpiew (2007–2009, od 2015)
- Josh „Kooter” Krueger – gitara basowa (2008–2009, od 2015)

Byli członkowie zespołu
- Brandon „Bear” Schroder – śpiew (2004–2007)
- Adam Karpinski – gitara (2004)
- Adam Payne – gitara basowa (2004–2005)
- Rick Woods – gitara basowa (2005–2006)
- Travis Martin – gitara basowa (2006–2008)

## Dyskografia
- This Was a Tragedy EP
- Summer Sampler (EP, 2005)
- Parasite (3 kwietnia 2007, Ferret Records)
- Intervals (październik 2008, Ferret Records)